# Bulbophyllum reclusum
Bulbophyllum reclusum là một loài phong lan thuộc chi Bulbophyllum.